# إيفان مارشال (لاعب كرة قاعدة)
إيفان مارشال (بالإنجليزية: Evan Marshall)‏ هو لاعب كرة قاعدة أمريكي، ولد في 18 أبريل 1990 في سانيفال في الولايات المتحدة.

## وصلات خارجية
- إيفان مارشال على موقع دوري كرة القاعدة الرئيسي (الإنجليزية)
- إيفان مارشال على موقعبيزبول رفرنس.كوم (الدوري الرئيسي) (الإنجليزية)
- إيفان مارشال على موقعبيزبول رفرنس.كوم (الدوري الثانوي) (الإنجليزية)
- إيفان مارشال على موقع إي إس بي إن.كوم (أم.أل.بي) (الإنجليزية)
- إيفان مارشال على موقع مشجعي الرسوم البيانية (الإنجليزية)